# Johansfors (Småland)

Johansfors is een plaats in de gemeente Emmaboda in het landschap Småland en de provincie Kalmar län in Zweden. De plaats heeft 458 inwoners (2005) en een oppervlakte van 110 hectare.
De plaats Johansfors werd opgebouwd rond de glasfabriek met dezelfde naam. Deze glasfabriek (Johansfors glasbruk) werd opgericht in 1891. Al gauw bleek dat er al een plaats met de naam Johansfors bestond in de Zweedse provincie Halland. Voor de post werd daarom de naam Broakulla aangenomen. Nu wordt voor het dorp zelf meestal de naam Broakulla gebruikt, terwijl de plaatselijk school, de voetbalclub, de muziekvereniging en uiteraard de glasfabriek, de naam Johansfors voeren. Andere werkgevers in Johansfors zijn de zaagfabriek Jarl-trä en plastindustrin AMB.

## Verkeer en vervoer
Bij de plaats loopt de Riksväg 28.

## Geboren
- David Elm (10 januari 1983), voetballer
- Viktor Elm (13 november 1985), voetballer
- Rasmus Elm (17 maart 1988),voetballer